# Élection présidentielle iranienne de 1980
L'élection présidentielle iranienne de 1980 a lieu le 25 janvier 1980, un an après la révolution iranienne et la prise de pouvoir du Conseil de la Révolution islamique.
Elle est remportée par Abolhassan Bani Sadr avec plus de 76 % des voix. Il devient le premier président de la République islamique d'Iran.

## Candidatures

### Candidatures retenues
- Hassan Habibi, (Parti de la république islamique).
- Dariush Forouhar, (Parti de la nation d'Iran).
- Kazem Sami Kermani, (JAMA).
- Abolhassan Bani Sadr, sans étiquette.
- Ahmad Madani (en), (Front National).
- Sadeq Tabatabaei, (Mouvement de libération de l'Iran).
- Sadegh Ghotbzadeh, (Mouvement de libération de l'Iran).
- Mohammad Mokri, (Front National).

### Candidatures retirées
- Hassan Ayat (membre du Parti de la république islamique), se retire en faveur de Jalaleddin Farsi[1].
- Jalaleddin Farsi (Parti de la république islamique), rendu inéligible en raison de ses origines afghanes[1].
- Sadeq Khalkhali (sans étiquette), se retire en faveur de Abolhassan Bani Sadr[1].
- Massoud Radjavi (Organisation des moudjahiddines du peuple iranien), est contraint de se retirer pour s'être opposé à la constitution de la république islamique[1].

### Personnes ayant refusé de se présenter
- Rouhollah Khomeini, Guide de la Révolution[2].
- Mohammad Beheshti, Chef du système judiciaire iranien[2].
- Mehdi Bazargan, ancien premier ministre[2].

## Résultats
|                          | Abolhassan Bani Sadr     | Indépendant                               | 10 709 330 | 76,52 |  |  |
|                          | Ahmad Madani             | Front National                            | 2 224 554  | 15,90 |  |  |
|                          | Hassan Habibi            | Parti de la république islamique          | 674 859    | 4,82  |  |  |
|                          | Dariush Forouhar         | Parti de la nation d'Iran                 | 133 478    | 0,95  |  |  |
|                          | Sadeq Tabatabaei         | Mouvement de libération de l'Iran         | 114 776    | 0,82  |  |  |
|                          | Kazem Sami Kermani       | Mouvement de libération du peuple iranien | 89 270     | 0,64  |  |  |
|                          | Sadegh Ghotbzadeh        | Mouvement de libération de l'Iran         | 48 547     | 0,35  |  |  |
|                          | Autres candidats         | Autres candidats                          | 2 110      | 0,02  |  |  |
|                          |                          |                                           |            |       |  |  |
| Votes valides            | Votes valides            | Votes valides                             | 13 994 814 | 98,93 |  |  |
| Votes blancs et nuls     | Votes blancs et nuls     | Votes blancs et nuls                      | 151 806    | 1,07  |  |  |
| Total                    | Total                    | Total                                     | 14 146 620 | 100   |  |  |
| Abstention               | Abstention               | Abstention                                | 6 847 023  | 32,62 |  |  |
| Inscrits / participation | Inscrits / participation | Inscrits / participation                  | 20 993 643 | 67,38 |  |  |